# Oberonia wynadensis
Oberonia wynadensis är en orkidéart som beskrevs av M. Sivadasan och R.T.Balakr. Oberonia wynadensis ingår i släktet Oberonia och familjen orkidéer. Inga underarter finns listade i Catalogue of Life.